# Liz Cheney

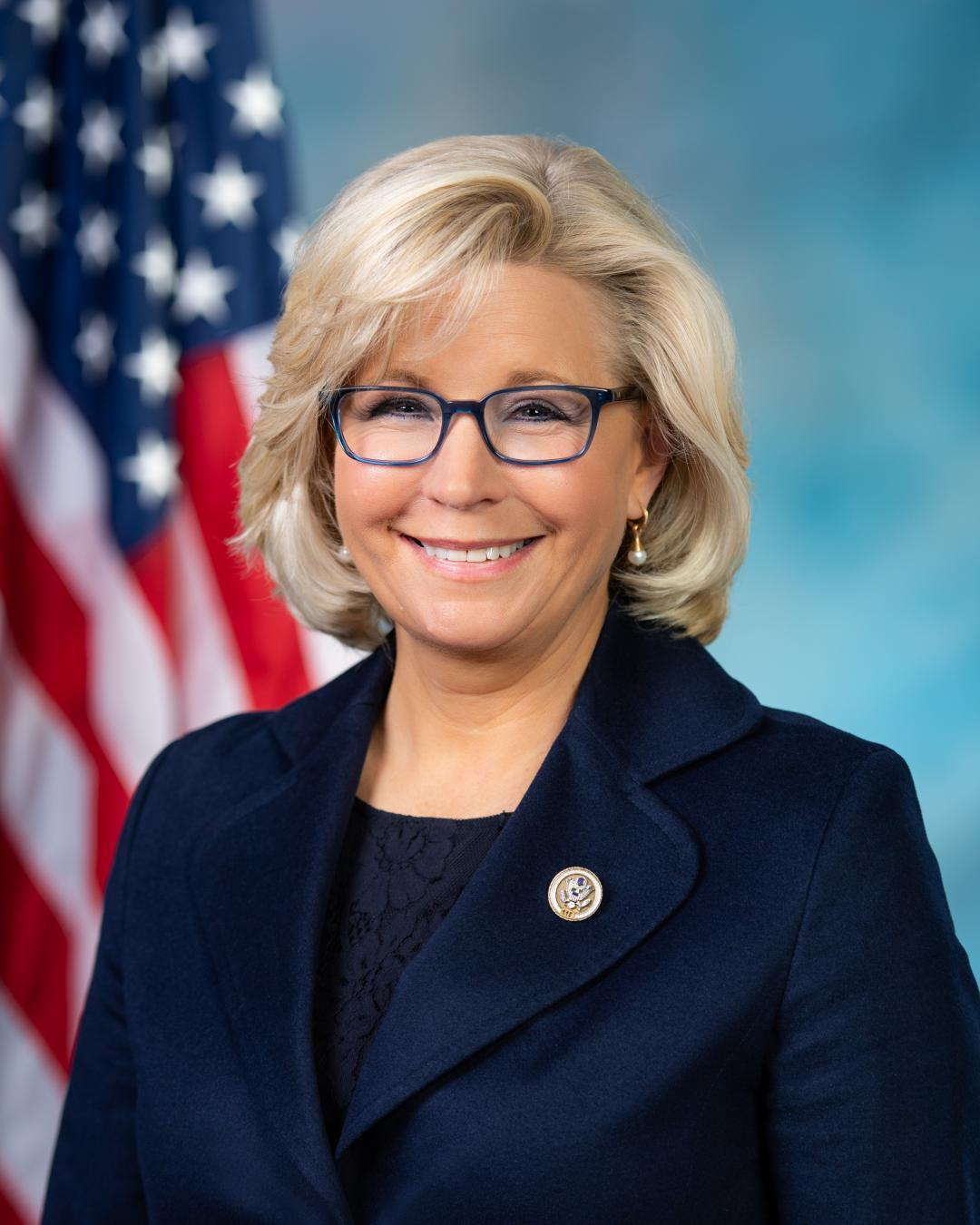
Liz Cheney (2018)

Elizabeth Lynne „Liz“ Cheney (* 28. Juli 1966 in Madison, Wisconsin) ist eine US-amerikanische Politikerin der Republikanischen Partei.
Vom 3. Januar 2017 bis zum 3. Januar 2023 vertrat sie den einzigen Kongresswahldistrikt des Bundesstaats Wyoming im US-Repräsentantenhaus. Vom 3. Januar 2019 bis zum 12. Mai 2021 war sie Republican Conference Chairwoman und bekleidete damit die dritthöchste Position in der republikanischen Fraktion nach dem House Minority Leader Kevin McCarthy und dem republikanischen Whip Steve Scalise.
Sie ist innerhalb der Republikanischen Partei eine der prominentesten und profiliertesten Kritikerinnen von Präsident Donald Trump.

## Privatleben
Liz Cheney ist die älteste Tochter des früheren US-Vizepräsidenten Dick Cheney und dessen Frau Lynne. Sie absolvierte die High School und das Colorado College und studierte Jura. Sie praktizierte als Rechtsanwältin in einer Kanzlei. Außerdem arbeitete sie als Beraterin der International Finance Corporation (IFC) in Washington; diese ist ein Teil der Weltbankgruppe. Während der Regierungszeit von Präsident George W. Bush (Januar 2001 bis Januar 2009) war sie beim US-Außenministerium in diversen Funktionen tätig.
Sie ist Mitglied des International Board of Advisors an der University of Wyoming und gab gelegentlich politische Kommentare beim Fox News Channel. Seit 1993 ist sie mit dem Rechtsanwalt Philip Perry verheiratet, mit dem sie fünf Kinder hat. Sie lebt in Wilson im Teton County.

## Politik
Sie schloss sich wie ihr Vater der Republikanischen Partei an. Sie unterstützte die Wahlkämpfe ihres Vaters und von George W. Bush. Im Jahr 2008 unterstützte sie zunächst Fred Thompson und dann Mitt Romney, die beide in den Vorwahlen ihrer Partei zur Nominierung des Präsidentschaftskandidaten scheiterten. Von 2009 bis 2013 leitete sie die Organisation Keep America Safe. In den Jahren 2013 und 2014 erwog sie eine Kandidatur für den US-Senat; im Juli 2014 zog sie ihre Bewerbung aber zurück. Bei den Kongresswahlen im November 2016 wurde Cheney im einzigen Wahlbezirk von Wyoming in das US-Repräsentantenhaus in Washington, D.C. gewählt, wo sie am 3. Januar 2017 die Nachfolge von Cynthia Lummis antrat, die 2016 nicht mehr kandidiert hatte. 2018 und ebenfalls 2020 gewann sie die Kongresswahl im Wahlbezirk von Wyoming erneut und wurde somit in das Repräsentantenhaus wiedergewählt. Nach einer verlorenen Vorwahl 2022 endete ihr Mandat mit Beginn der Legislaturperiode des 118. Kongress der Vereinigten Staaten am 3. Januar 2023.

### Kritik an Donald Trump
Sie unterstützte 2021 als eine von zehn republikanischen Repräsentanten das zweite Amtsenthebungsverfahren gegen Trump, das nach dem Sturm auf das Kapitol angestrengt wurde, wohingegen 201 Republikaner gegen die Amtsenthebung des Präsidenten stimmten. Danach wurde sie von Anthony Bouchard, einem Senator im Senat von Wyoming, in der Vorwahl für die Wahl zum Repräsentantenhaus herausgefordert. Trump-loyale Abgeordnete sprachen sich dafür aus, ihr die Führungsposition in der Fraktion der Republikaner zu entziehen.
Eine große Mehrheit der republikanischen Abgeordneten sprach sich allerdings für den Verbleib Cheneys in der Fraktionsführung der Republikaner im US-Repräsentantenhaus aus. Zuvor hatten die republikanischen Abgeordneten intern mehrere Stunden über ihre Position gestritten. Der rechte Parteiflügel forderte Cheneys Bestrafung; die große Mehrheit lehnte dies ab. Die Fraktion beschloss zugleich, die Abgeordnete Marjorie Taylor Greene, die zuvor als QAnon-Anhängerin und Rassistin aufgefallen war, nicht zu maßregeln.
Trotz der drohenden Abwahl von ihren Ämtern sowohl in der Fraktionsführung als auch in ihrem Wahlkreis in Wyoming kritisierte sie oft den ehemaligen Präsidenten Trump und ihre Partei für den Personenkult um Trump. Sie und Mitt Romney avancierten zu bekannten Trump-Kritikern in der republikanischen Partei. Der republikanische Fraktionschef Kevin McCarthy beantragte ihre Abwahl aus der Führung der republikanischen Fraktion. Vor der Abstimmung über ihren Ausschluss aus der Führung der republikanischen Fraktion im Repräsentantenhaus erklärte sie, dass sie nicht zusehen werde, wie mit den von Trump verbreiteten Lügen, durch Wahlbetrug bei der US-Präsidentschaftswahl 2020 um seine Wiederwahl gebracht worden zu sein, die Demokratie untergraben werde. Als Trump in einem Statement von der Big Lie, dem angeblichen Wahlbetrug, sprach, widersprach Cheney ihm auf Twitter, dies ließ den Konflikt mit Trump wieder aufflammen. Am 12. Mai 2021 wurde sie dann von der Fraktion vom Amt der Republican Conference Chairwoman abgewählt. McCarthy und Trump hatten sich zuvor für Elise Stefanik als Amtsnachfolgerin ausgesprochen. Nach ihrer Abwahl erklärte Cheney mit Blick auf Überlegungen der Trump-Anhänger in Hinsicht auf eine künftige erneute Präsidentschaftskandidatur Trumps, dass sie „alles ihr Mögliche tun werde, um sicherzustellen, dass der ehemalige Präsident nie wieder irgendwie in die Nähe des Oval Office komme“. Man habe die Gefahr gesehen, dass dieser immer noch mit seiner Sprache provoziere, sowie sein fehlendes Bekenntnis zur Verfassung. Es sei wichtig, sicherzustellen, dass Personen gewählt würden, die sich der Verfassung verpflichtet fühlten.
Die republikanischen Abgeordneten Liz Cheney und Adam Kinzinger waren die einzigen Republikaner, die im Untersuchungsausschuss zum Sturm auf das US-Kapitol am 6. Januar 2021 mitarbeiteten. Am 4. Februar 2022 tadelte ein Parteitag der US-Republikaner die beiden formell dafür. In einer Resolution hieß es, Cheney und Kinzinger würden sich an einer von den Demokraten angeführten „Verfolgung einfacher Bürger“ beteiligen, die von ihrem Recht auf legitime politische Meinungsäußerung Gebrauch gemacht hätten. In einer Erwiderung äußerte Cheney, dass „die Führer der Republikanischen Partei […] sich zu willigen Geiseln eines Mannes gemacht [hätten], der zugibt, dass er versucht hat, die Präsidentschaftswahlen zu kippen, und der andeutet, dass er sechs Angeklagte vom Januar begnadigen würde, von denen einige wegen aufrührerischer Verschwörung angeklagt sind.“

### Republikanische Vorwahlen in Wyoming 2022
Am 16. August 2022 waren Vorwahlen in der Republikanischen Partei zu den anstehenden Wahlen zum Repräsentantenhaus 2022 angesetzt. Cheney kandidierte erneut für ihren Sitz im Repräsentantenhaus. Ihre innerparteiliche Gegenkandidatin war Harriet Hageman, die durch Donald Trump öffentlich unterstützt wurde. Allgemein wurde erwartet, dass Cheney die Vorwahl verlieren würde. Es war vom „Ende einer politischen Ära“ die Rede. Bei der Vorwahl unterlag Cheney mit 28,9 % der Stimmen deutlich ihrer Kontrahentin Harriet Hageman, die 66,3 % erhielt. Cheney kommentierte, dass die Partei sich dem Trumpschen Personenkult verschrieben habe. Trotz der Niederlage bei der Vorwahl gab es Gerüchte, dass Cheney bei den Vorwahlen der Partei für die nächste Präsidentschaft antreten würde.

### Unterstützung für Kamala Harris
Im September 2024 gab Liz Cheney bekannt, dass sie und ihr Vater Dick Cheney bei den für November 2024 anstehenden Wahlen die Demokratin Kamala Harris unterstützen werden.
Cheney nahm mit Vizepräsidentin Kamala Harris an einer Reihe moderierter Wahlkampfgespräche in Vororten der hart umkämpften Bundesstaaten Pennsylvania, Michigan und Wisconsin teil. Dabei bemühte sich Cheney, Bedenken von Republikanern auszuräumen, die möglicherweise zögern, für die demokratische Kandidatin zu stimmen.
Als Reaktion auf Cheneys Unterstützung für Harris sagte Trump am 31. Oktober bei einer Wahlkampfveranstaltung in Arizona über sie: „Sie ist eine radikale Kriegstreiberin. Stellen wir sie mit einem Gewehr dort hin, neun Läufe, die auf sie gerichtet sind, okay? Mal sehen, wie sie sich fühlt, wenn die Waffen auf ihr Gesicht gerichtet sind.“

### Ausschüsse
Liz Cheney war Mitglied in folgenden Ausschüssen:
- Committee on Armed Services
  - Intelligence and Special Operations
  - Strategic Forces
- Select Committee to Investigate the January 6th Attack, (Vize-Vorsitz)

## Auszeichnung
Im Januar 2025 verlieh US-Präsident Joe Biden Cheney die Presidential Citizens Medal (die zweithöchste zivile Auszeichnung der USA). Er hob ihr Wirken in jenem Ausschuss des Repräsentantenhauses hervor, der den Angriff von Anhängern des damals abgewählten Präsidenten Donald Trump auf das US-Kapitol am 6. Januar 2021 untersuchte. Sie habe damit, so die Erklärung für die Auszeichnung, die Interessen des amerikanischen Volks über die der Parteien gestellt.

## Publikationen
- Oath and Honor. A Memoir and a Warning, Little, Brown and Company, New York 2023, ISBN 978-0-3165-7206-4